# Howl (película de 2015)
Howl es una película independiente de terror inglesa de 2015 dirigida por Paul Hyett y protagonizada por Ed Speleers.

## Argumento
El guardia del tren Alpha Trax, Joe Griffin (Ed Speleers), se ve obligado a hacer un turno en uno de los trenes de pasajeros nocturno, que está programado para salir de Londres a la medianoche ya que el guardia regular se ha tomado una licencia. Su único consuelo es la oportunidad de pasar tiempo con su amor no correspondido, la chica del carrito de bocadillos, Ellen (Holly Weston). 
Aunque el tren viaja a través de una fuerte tormenta, la luna está llena. Unas millas antes de la última estación, Eastborough, el tren casi se descarrila en una zona boscosa cuando choca contra un ciervo y se queda varado. Cuando el maquinista baja a revisar es asesinado por una criatura que surge del bosque. Sin darse cuenta del peligro, los pasajeros restantes: Kate (Shauna Macdonald), Adrian (Elliot Cowan), Matthew (Amit Shah), Billy (Sam Gittins), Nina (Rosie Day), Paul (Calvin Dean), Ged (Duncan Preston) y su esposa Jenny (Ania Marson) - están molestos al saber que el equipo de emergencia no podrá llegar debido a árboles caídos a lo largo de la línea. Los pasajeros persuaden a Joe y Ellen para que los dejen bajar del tren y caminar hasta Eastborough. Mientras caminan por el bosque, Joe y Ellen encuentran el cuerpo destripado del conductor por lo que todos escapan de regreso al tren, pero la criatura los persigue y muerde a Jenny en la pierna antes de que el resto pueda ponerla a salvo.
Mientras los demás vendan la herida de Jenny, Joe intenta volver a pedir ayuda, pero no recibe respuesta comprendiendo que no tienen recepción telefónica. Billy, un estudiante de ingeniería, determina que las líneas de combustible tienen fugas que deben repararse para que el tren pueda moverse. El monstruo intenta entrar a la fuerza, pero no puede penetrar el techo de metal o las ventanas de doble cristal. Sin embargo, cuando el teléfono de Nina comienza a sonar y se mueve a un área menos segura la criatura la saca por la ventana.
Los pasajeros restantes se atrincheran en otro vagón, utilizando las herramientas eléctricas del tren para reforzar las ventanas y puertas con rejas de metal. Paul, que sufre de diarrea, queda atrapado y muere cuando la criatura logra entrar al tren por el techo del baño y ahí lo acaba devorando. Luego rompe la barricada de los pasajeros, quienes luchan juntos, golpeándolo hasta la muerte. Matthew reconoce a la criatura como un hombre lobo y Adrian recuerda que si alguien mordido por un hombre lobo se convertirá en uno. Por encima de las objeciones de Ged y los demás, Adrian intenta matar a Jenny, que se está mostrando los primeros indicios de convertirse. Joe deja inconsciente a Adrian, luego hace que los demás lo amarren a él y a Jenny.
Ignorando que los gritos de muerte del hombre lobo han alertado al resto de la manada, Billy y Joe desarrollan un plan para reparar el tren y llevarlo a un lugar seguro. Mientras Joe y Ellen monitorean la consola, Billy sale a reparar las líneas de combustible. Matthew será su guardia, pero desaparece en el bosque cuando escucha una voz que pide ayuda. Descubre que Nina está siendo devorada viva por un hombre lobo y luego es atacado y se suicida. Cuando el tren comienza a moverse de nuevo, la manada de hombres lobo arrastra a Kate a la muerte.
Jenny entonces se transforma en un hombre lobo, Ged intenta hacerla volver en sí pero no funciona y ella lo mata desgarrándole el cuello a mordiscos pero antes de que pueda asesinar a Adrian, Joe la mata atravesándole el pecho. La manada sube al tren y Adrian atrapa a Joe y Ellen para que los atrapen los hombres lobo y así cubrir su fuga. Billy enfrenta a los monstruos con antorchas, pero muere. Joe y Ellen huyen hacia el bosque, perseguidos por los hombres lobo. Al darse cuenta de que serán asesinados Joe decide quedarse atrás y sacrificarse luchando contra ellos para que Ellen tenga tiempo de llegar a salvo a la estación más cercana. Joe pelea con valentía pero es mordido por el hombre lobo jefe. 
Ellen, tras correr toda la noche logra llegar a la estación conmocionada pero ilesa. Poco antes del amanecer, Adrian sale de su escondite y llega al sendero del bosque donde se encuentra con Joe intentando ganar su simpatía para que lo ayude a salir del bosque; sin embargo, para su desgracia, Joe ha comenzado a transformarse y no duda en atacarlo.

## Reparto
- Ed Speleers es Joe, revisor.
- Holly Weston es Ellen.
- Sean Pertwee es Tony, maquinista.
- Shauna Macdonald es Kate.
- Elliot Cowan es Adrian.
- Amit Shah es Matthew.
- Sam Gittins es Billy.
- Rosie Day es Nina.
- Duncan Preston es Ged.
- Ania Marson es Jenny.
- Calvin Dean es Paul.
- Brett Goldstein es David, supervisor.

Hombres lobo
- Ryan Oliva
- Robert Nairne
- Ross Mullan

## Producción
El film fue dirigido por Paul Hyett, conocido por colaborar en otras producciones del cineasta inglés Neil Marshall. Anteriormente trabajó en efectos especiales y elaboración de maquetas en películas como Doomsday, The Descent, Centurión y Dog Soldiers. Los actores Shauna Macdonald y Sean Pertwee también participaron en filmes de Marshall.
Las escenas del interior del tren fueron rodadas en Croydon, Londres y la estación de Waterloo en Lambeth. En cuanto a los exteriores, estos fueron rodados en Black Park Country Park, zona adyacente a los estudios Pinewood.

## Estreno
Al tratarse de una película directa en vídeo, no fue estrenada en ninguna sala de cine, aunque sí fue proyectada en varios festivales internacionales. El 5 de agosto de 2015 fue visionada en el Fantasy FilmFest en Alemania y el 31 del mismo mes en la cadena británica Film4.

## Recepción
Las críticas recibidas fueron en su mayoría positivas.
Desde Rotten Tomatoes obtuvo un 67% de nota.
Luiz H. C. del portal web Bloody Disgusting puntuó el film con 3,5 estrellas de 5 y la definió como «divertida y aterradora comedia». Pat Torfe, también de Bloody Disgusting comentó que «el aullido [por Howl] precede al título en varias maneras».
Kim Newman de Empire Magazine puntuó el film con 3 estrellas de 5 y alabó el «descaro de una película de serie B». Mark Kermode desde The Observer hizo hincapié en la caracterización empática de las "estoicas" mujeres trabajadoras en la película. Hannah McGill de The List se centró en la combinación de «humor negro con la característica gore esperada en una producción de Hyett». Garry McConnachie de The Daily Record comentó: «queda mucho que admirar y disfrutar».
Mark McConnell de Fortean Times fue el único columnista no cinematográfico que puntuó el film con un 8 de 10 y declaró: «El clímax de la película hizo que me preguntara si no fue la exploración del director sobre las relaciones interpersonales entre hombres y mujeres lo que me hizo ver el filme dos veces» y alabó su trabajo al frente de la producción.
Por el contrario, Kate Muir de The Times fue más crítica y puntuó el film con 2 estrellas de 5.